# چناکساوا ردی
چناکساوا ردی 
(به تلوگویی: Chennakesava Reddy) فیلمی محصول سال ۲۰۰۲ و به کارگردانی وی.وی. وینایاک است. در این فیلم بازیگرانی همچون نانداموری بالاکریشنا، تابو، شریا سارن و دیوایانی ایفای نقش کرده‌اند.